# Aangeboren kennis
Aangeboren kennis is een begrip in de filosofie. Het betreft kennis die bij de geboorte al in aanleg aanwezig is en niet tijdens het leven hoeft te worden vergaard. Andere termen die hiervoor worden gebruikt zijn aangeboren begrippen, ingeboren kennis/begrippen, innatisme, predeterminisme, nativisme.
(Engels: innate knowledge, innatism, nativism, Frans:  innatisme, nativisme)
Als geestelijk vader van de leer der aangeboren begrippen kan, voor zover het de moderne tijd betreft, de rationalist Descartes worden aangewezen. Aangeboren kennis moet onderscheiden worden van kennis die op empirische manier is ontvangen of op empirische gronden is ontwikkeld. De leer zegt dat er ideeën bestaan die niet door ervaring of denkinspanning ontstaan zijn maar die van nature in de mens aanwezig zijn. Dat zulke kennis aanwezig moet zijn volgens Descartes is misschien begrijpelijker als men beseft dat hij (ook) een mechanisch materialist was. Zoals er in computers al iets aanwezig moet zijn om te kunnen opstarten (booten) zo moet er in de mens ook al iets aanwezig zijn voordat hij tot bewustzijn kan komen en zijn kennis kan vergroten.
Ondanks het feit dat Descartes als ontwerper van deze leer kan worden beschouwd waren er vroeger ook al denkwijzen die hier al wat op leken: bij Plato heeft de menselijke ziel nog een sluimerend besef van de ideeën die ze daarvoor aanschouwd had.
Een van de bestrijders van de leer der aangeboren begrippen was Locke wiens filosofie begrepen kan worden als resultaat van een botsing tussen zijn rationalisme en zijn empirisme. Bij hem zijn de begrippen op ervaring gefundeerd. 
De meer pure rationalist Leibniz was het daar allesbehalve mee eens: "Ik noem die waarheden aangeboren die alleen maar beschouwd hoeven te worden om het ermee eens te zijn... Zo moet men zeggen dat heel de wis- en meetkunde aangeboren en in de geest virtueel aanwezig zijn, wanneer men zorgvuldig in de geest kijkt en alles wat zich daarin bevindt ordent, dan vindt men ze daar al".
Bij Kant, die een synthese voorstaat tussen empirisme en rationalisme, komen de aangeboren begrippen als categorieën terug. Dat zijn bij hem de meest fundamentele vormen van het menselijk kenvermogen: ruimte, tijd en causaliteit bepalen de manier waarop wij over de dingen in de wereld (kunnen) denken. 
Met Noam Chomsky herleeft het idee van aangeboren kennis; hij staat de notie van aangeboren kennis voor, in de vorm van de universele grammatica, om de mogelijkheid van taalverwerving te onderbouwen.

## Biologie
In de dierenwereld komt aangeboren kennis veel voor: de meeste insecten ontmoeten hun ouders nooit en leren niet hoe ze aan eten moeten komen of hun levensverrichtingen moeten uitvoeren; niettemin vertonen ze soms zeer gecompliceerd gedrag. Voorbeeld: de jacht van de spinnendoders, een roofwesp die een nest bouwt voor haar nageslacht en daarvoor een zeer ingewikkelde serie handelingen instinctief en volmaakt kan uitvoeren.